# Coenosia picta
Coenosia picta är en tvåvingeart som beskrevs av Stein 1911. Coenosia picta ingår i släktet Coenosia och familjen husflugor.
Artens utbredningsområde är Peru. Inga underarter finns listade i Catalogue of Life.